# Uniwersytet Padewski
Uniwersytet Padewski (wł. Università degli Studi di Padova) – włoski uniwersytet zlokalizowany w Padwie (Wenecja Euganejska). Założony w 1222 przez uczonych i profesorów, którzy opuścili Uniwersytet Boloński w poszukiwaniu wolności akademickiej (łac. Libertas scholastica). Motto uniwersytetu „Universa Universis Patavina Libertas" (Wolność Padwy jest absolutnie dla każdego) podkreśla wolność myśli i opinii, które ma charakteryzować uniwersytet od jego powstania. Uniwersytet w Padwie jest drugim najstarszym uniwersytetem we Włoszech, a także piątym (zachowującym ciągłość instytucjonalną) na świecie.   

## Historia
Uniwersytet został założony w 1222 roku przez grupę studentów i profesorów, którzy opuścili Uniwersytet Boloński, poszukując większych swobód. Pierwszymi przedmiotami, które wykładano na tej uczelni, były nauki prawne i teologia. 
W 1399 uczelnia została podzielona na dwie instytucje: 
- Universitas Iuristarum zajmujący się prawem cywilnym, kanonicznym i teologią
- Universitas Artistarum, gdzie nauczano astronomii, dialektyki, filozofii, gramatyki, medycyny i retoryki.

Ponowne połączenie w jedną uczelnię nastąpiło w 1813.
Studenci byli zrzeszeni w tak zwanych nacjach, które związane były z pochodzeniem studentów. Były dwie grupy nacji: cismontańskie, dla studentów włoskich, oraz ultramontańskie, dla studentów pozaalpejskich.
Od XV do XVIII wieku uniwersytet przeszedł odrodzenie, szczególnie w dziedzinach medycyny, astronomii, filozofii i prawa. Stało się tak głównie za sprawą protekcji ze strony Republiki Weneckiej, która dała uczelni swobodę i niezależność od wpływów Kościoła rzymskokatolickiego. W tym okresie uniwersytet przyjął motto: Universa universis patavina libertas (Wolność Padwy jest absolutnie dla każdego).
25 czerwca 1678 Elena Lucrezia Cornaro Piscopia została pierwszą kobietą w historii, która otrzymała stopień naukowy w dziedzinie filozofii.
Właściwą pozycję intelektualną uczelnia zyskała dopiero w 1873, zostając jednym z uniwersytetów zjednoczonego Królestwa Włoch, i od tej chwili stał się jednym z bardziej prestiżowych w kraju ze względu na zasługi naukowe i edukacyjne.
Przez ostatnie lata XIX i pierwszą połowę XX wieku miał miejsce proces decentralizacji: wykształciły się instytuty naukowe i przez to prawdziwe kampusy. 
W innej części miasta wybudowano nowy budynek dla Wydziału Sztuki i Filozofii (Palazzo del Liviano, zaprojektowany przez Gio Ponti); Obserwatorium Astrofizyczne położone na wyżynach Asiago; a stary Palazzo del Bo został całkowicie przebudowany (1938-45). 
Znaczący wpływ na rozwój uczelni miały jej zmienne losy w okresie faszyzmu (wpływy polityczne, prawa rasy), zniszczenia podczas II wojny światowej, jak również późniejsze protesty studentów w latach 1968 i 1969 (gdy uczelnia pozostała bez odpowiedniej pomocy ze strony rządu). Gymnasium Omnium Disciplinarum kontynuowało jednak nieprzerwanie prace i rozwijało się przez całą drugą połowę XX wieku.
W 1990 powstał Instytut Inżynierii Zarządzania w Vicenzy i wtedy powtórnie zaczęły działać letnie studia w Bressanone. W 1995 otwarto centrum Agripolis w Legnaro – dla Wydziałów Nauk Rolniczych i Medycyny Weterynaryjnej. Rozwijają się również inne oddziały: w Rovigo, Treviso, Feltre, Castelfranco Veneto, Conegliano, Chioggia i Asiago.

## Wydziały
Na uniwersytecie działają następujące wydziały:

- Wydział Matematyki, Fizyki i Nauk Przyrodniczych
- Wydział Nauk Rolniczych
- Wydział Sztuki i Filozofii
- Wydział Ekonomii
- Wydział Edukacji
- Wydział Inżynierii
- Wydział Prawa
- Wydział Medycyny i Chirurgii
- Wydział Farmacji
- Wydział Politologii
- Wydział Psychologii
- Wydział Statystyki
- Wydział Medycyny Weterynaryjnej

## Kampusy i budynki uczelniane

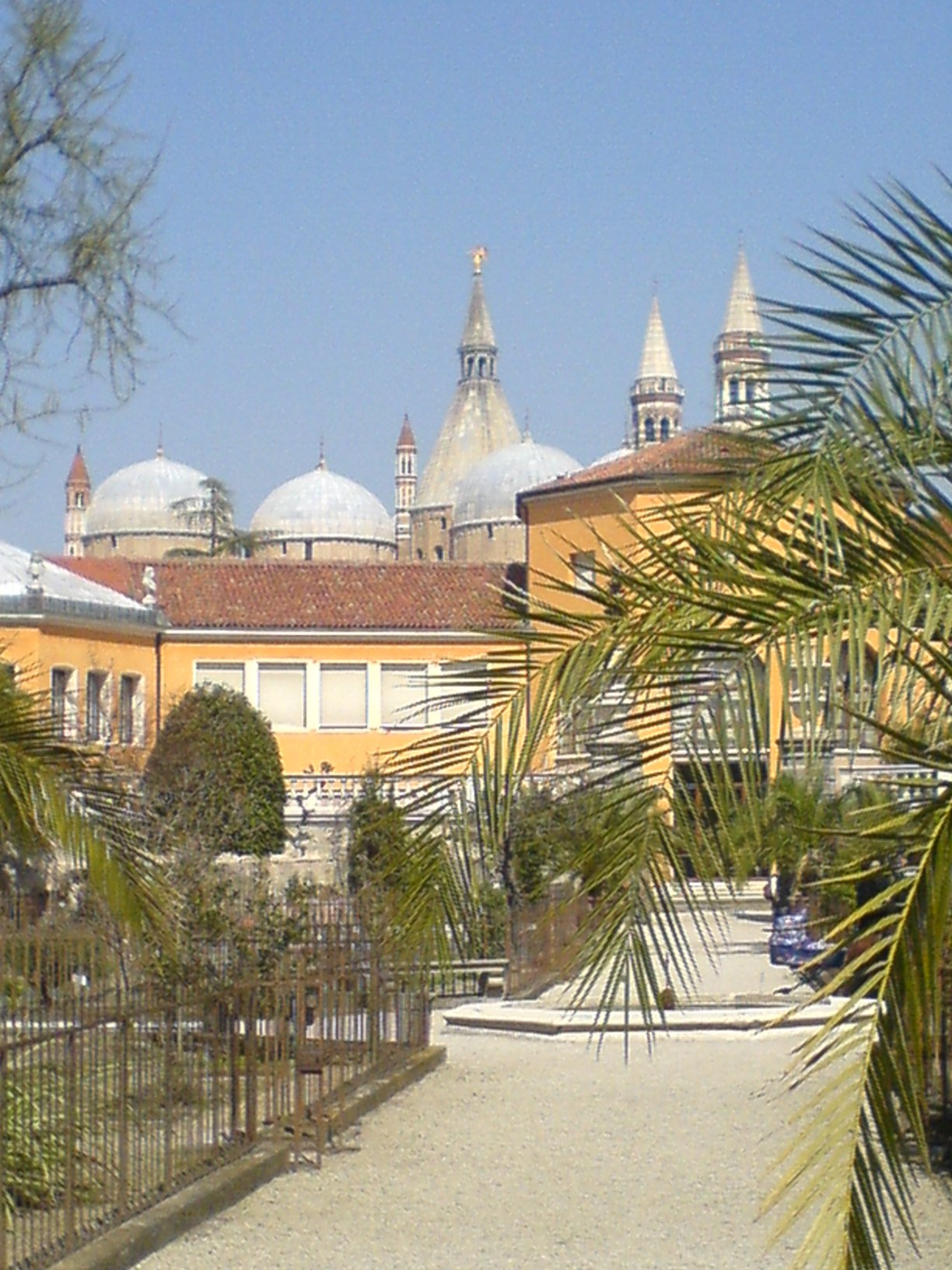
Ogród botaniczny uniwersytetu

Założony przez Uniwersytet w 1545 roku ogród botaniczny w Padwie był drugim takim obiektem na świecie i obecnie jest najstarszym, który pozostał w nienaruszonym stanie. Uniwersytet kieruje także 9 muzeami, w tym Muzeum Historii Fizyki.

## Absolwenci Uniwersytetu Padewskiego
Na Uniwersytecie Padewskich studiowało wielu Polaków związanych z naukami medycznymi. Wśród nich można wymienić: Macieja z Miechowa (1457–1523), Walentego Sierpińskiego (XVI w.), Józefa Strusia (1510–1568), Stanisława Chrościejewskiego (1515–1583), Wojciecha Oczko (1537–1599), Stanisława Kołakowskiego (1565–1622), Joachima Oelhafa (1570–1610) i Hieronima Kołakowskiego (1600–1655).